# Sitio de Barbastro
El Sitio de Barbastro es un cantar de gesta del ciclo de Guillermo de Orange. Compuesto entre los siglos XII y XIII, se compone de 7400 versos. Se conserva un manuscrito en la Biblioteca Nacional de Francia.